# 潮流復興
《潮流復興》（又名《）是美國女歌手碧昂絲的第7張錄音室專輯，於2022年7月29日通過Parkwood娛樂和哥伦比亚唱片發行，這是她相隔6年的個人錄音室專輯。《潮流復興》是碧昂斯三部曲計畫的第一部，反應了她在疫情期間的精神狀態。專輯主打《Break My Soul》於2022年6月20日發行，並取得多國音樂排行榜冠軍。